# Collection Clot
La collection Clot se compose de 44 statues de bronze réalisée entre 1969 et 1979, attribuée à Salvador Dalí pour son ami et collectionneur catalan Isidro Clot. C'est une série de bronze surréalistes créée à partir de cire perdue (cire à base de cire d'abeille commandée au magasin Sennelier, quai Voltaire, à Paris), et reproduite initialement en 4 exemplaires + l'épreuve d'artiste (d'autres tirages seront réalisés ultérieurement). L'œuvre a été modelée aux abords de la piscine de la maison de l'artiste à Portlligat.
Un exemplaire, l'épreuve d'artiste, est détenu par le  Salvador Dalí Museum à St. Petersburg en Floride, États-Unis : cet exemplaire a été cédé au musée -appartenant à A. Reynolds Morse (en)- par Isidro Clot lui-même en 1980.
La collection complète fut exposée pour la première fois au public en 1986, à Madrid, et au Salvador Dali Museum en Floride.

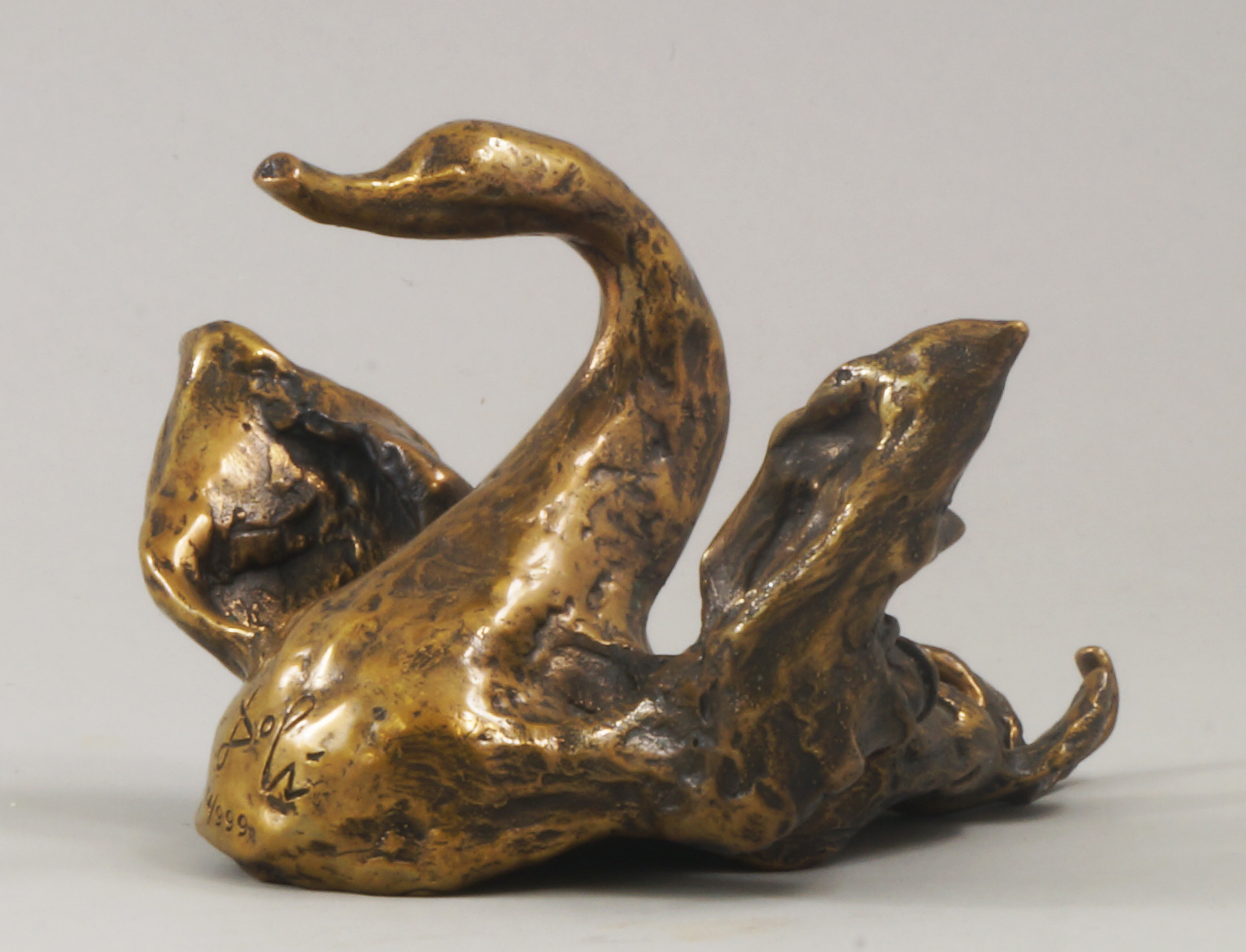
Salvador Dali - Clot Collection Swan

## Détail de la collection
Présentation des 44 statues de bronze (dont la plupart sont montées sur un socle en marbre) de la collection :
| Numéro | Nom de la statue                  | Hauteur en cm | Année de création | Commentaire |
| ------ | --------------------------------- | ------------- | ----------------- | --- |
| 1      | La Madone de Portlligat           | 15            | Circa 1969        | Œuvre référencée page 171 du livre le dur et le mou D'après la toile La Madone de Port Lligat |
| 2      | Christ de Saint Jean de la Croix  | 31            | Circa 1974        | D'après la toile Christ de Saint Jean de la Croix Sculpture représentant le Christ plongeant sur l’univers Œuvre référencée pages 168-169 du livre le dur et le mou |
| 3      | Saint Narcisse, Saint aux Mouches | 28            | Circa 1974        | En référence à Saint Narcisse de Gérone (ive siècle), ou « Saint aux mouches », évêque et martyr à Gérone en Catalogne ; Cette pièce est référencée dans le catalogue raisonné "Sculptures Et Objets" par Robert et Nicolas Descharnes. Page 168 Illustration #421. |
| 4      | Femme nue montant des escaliers   | 26            |                   | Hommage à Marcel Duchamp |
| 5      | Homme sur un dauphin              | 10            |                   | |
| 6      | Éléphant cosmique                 | 15,5          |                   | Les éléphants sont un sujet courant chez Dali ; voir la toile Les Éléphants (Dalí) |
| 7      | Icare                             | 9             |                   | |
| 8      | Âme des clefs                     | 12,5          |                   | |
| 9      | Dulcinée                          | 12            | Circa 1972        | Dans cette sculpture, Dulcinée, apparaît debout, lointaine, maîtresse mythique et idéale, parée de toutes les vertus, beauté inaccessible au songe amoureux du gentilhomme de la Manche. Cette pièce est référencée dans le catalogue "DALI, Sculptures & Objets, Le Dur et Le Mou" par Robert et Nicolas Descharnes, éditions Eccart 2003. Page 174 Illustration #437.                                                                                      |
| 10     | Âme du Quichote                   | 57            |                   | |
| 11     | San Carlos Borromée               | 8,5           |                   | |
| 12     | Trajan à Cheval                   | 21,5          |                   | |
| 13     | Saint Sébastien                   | 20            |                   | |
| 14     | Tête de cheval riant              | 12,5          |                   | |
| 15     | Carmen aux crotales               | 20            | Circa 1970        | Carmen représente l'archétype de la danseuse méditerranéenne (danseuse de flamenco) castagnettes à la main |
| 16     | Sainte Thérèse                    | 23,5          | Circa 1974        | |
| 17     | Triton ailé                       | 33            | Circa 1972        | Dans la mythologie grecque, les dieux de l'Olympe disposaient de deux messagers ailés pour transmettre les ordres et leurs désirs: Hermès pour Zeus et Triton pour Poséidon. Métamorphosé sous les doigts de Dali, le corps modelé de Triton échappe à toute référence anatomique humaine pour mieux évoquer le mouvement tumultueux de la mer. L'exemplaire numéroté 4/4 de la fonderie Diejasa est répertoriée dans les archives Descharnes sous le n°0438 |
| 18     | La grandeur de l'Islam            | 19            |                   | Œuvre montée sur socle rectangulaire en marbre blanc Dimensions : 19 x 24 x 14 cm |
| 19     | Dieu solaire émergeant d'Okinawa  | 50            | Circa 1975        | Dali réalisa cette sculpture pour l'expo 75 qui eut lieu en 1975 à Okinawa. Dali demanda à son assistant Enrique Sabater d'apporter au Japon personnellement en bateau un exemplaire de cette sculpture. Sculpture sur socle en bois L'exemplaire numéroté 4/4 est répertorié dans les archives Descharnes sous le n°0440 |
| 20     | Broche d'Okinawa                  | 7             |                   | |
| 21     | Vierge de Portlligat              | 12            |                   | |
| 22     | Persée                            | 28,5          |                   | |
| 23     | Cheval avec cavalier trébuchant   | 20,5          |                   | |
| 24     | Saint Georges                     | 28            |                   | |
| 25     | Ange de la victoire               | 12            |                   | |
| 26     | Divinité Monstrueuse              | 28            |                   | |
| 27     | Gala Gradiva                      | 36            |                   | Gradiva est le surnom utilisé par Dali pour son épouse Gala Dalí |
| 28     | Troyen le Jeune                   | 10            |                   | |
| 29     | Apollon Musajeta                  | 11            |                   | |
| 30     | Tripes et tête                    | 34            |                   | |
| 31     | Femme et homme mort               | 7             |                   | |
| 32     | Femme allongée sur une serviette  | 17,5          | Circa 1974        | Œuvre montée sur socle en marbre blanc |
| 33     | Dragon-Cygne-Eléphant             | 11,5          | Circa 1969        | |
| 34     | Homme mort sur femme              | 16            | Circa 1974        | Bronze sur socle en marbre |
| 35     | Femme allongée avec 2 figures     | 23,5          | Circa 1974        | Œuvre montée sur socle en marbre blanc |
| 36     | Femme entre des vélos             | 18            |                   | |
| 37     | Femme en robes                    | 30            |                   | |
| 38     | Homme tête cornes                 | 19            | circa 1973        | Cette sculpture est référencée dans le catalogue "DALI, Sculptures & Objets, The Hard and the Soft" de Robert et Nicolas Descharnes, editions Eccart 2004. Page 165 illustration #414. |
| 39     | Tête en plâtre                    | 13,5          |                   | |
| 40     | Tête de guerrier                  | 21            |                   | |
| 41     | Mercure                           | 26            |                   | |
| 42     | Saint Jean Baptiste               | 36,5          |                   | Ouvre montée sur un socle en bronze à patine brune Dimensions 36,5 x 12 x 9 cm |
| 43     | Don Quichote assis                | 26,5          |                   | |
| 44     | Gala appuyée à la fenêtre         | 23,5          | Vers 1974         | Représentation de son épouse et muse Gala Dalí Un exemplaire similaire est installé sur la promenade du bord de mer à Marbella et un autre au Real Circulo Artistico (es) de Barcelone en taille monumentale Dimensions Sculpture : 23,5 x 22 x 11 cm Socle: 5 x 29,1 x 17 cm L'exemplaire numéroté 4/4 est répertorié dans les archives Descharnes sous le n°0444                                                                                           |

## Principales expositions
- 27 janvier 1986 au 15 juin 1986 (Salvador Dali Museum, St. Petersburg, Floride, États-Unis) - The Isidro Clot Collection of Dali Sculptures[8]
- 4 au 19 décembre 1986 (Sala de Exposiciones Canal Isabel II - Madrid, Espagne) - Esculturas de Dalí - Colección Clot[9]
- 2005 (Santiago du Chili) - Dalí : Clot Collection[10]
- Du 26 avril 2006 au 31 juillet 2006 ( Ceutimagina,  Ceutí - Espagne) - La pasión tardía de Salvador Dalí[11] : lors de cette exposition 51 sculptures de la Collection Clot fournies par Diejasa furent exposées.
- Du 17 mai au 8 juin 2008 (Centre culturel Communal de Pizzighettone, Lombardie, Italie) - La vida es sueño : Sculture di Salvador Dalí dalla collezione Clot[12]
- Du 4 octobre au 26 octobre 2012 (Olyvia Fine Art Gallery, Londres, Royaume-Uni) - Salvador Dali – The Clot Collection[13]
- Du 15 avril au 15 juin 2014 (Brasilia, Brésil) - 26 esculturas de Dalí de la Colección Clot en Brasilia[4],[14] : lors de cette exposition, une sélection des 26 plus belles sculptures parmi les 44 a été exposée.

## Authenticité
Au moins un des 4 exemplaires (le 1/4) a été authentifié par Robert Descharnes en 2003.
Chacune des 4 séries furent délivrées avec un certificat d'authenticité par la société Diejasa.

Le journal La Razon indique que même si Isidro Clot affirme que ces bronzes sont de Dali, cette attribution reste suspecte et qu'elle n'est pas appuyée par la Fondation Gala-Salvador Dalí, Quirós rappelle que lors de la vente des statues par Bonhams: 

« Campos a mis Clot dans un délire juridique. Ces pièces ne peuvent être considérées comme une fraude, mais personne ne sait qui les a fait »

## Premiers tirages et autres tirages
La collection initiale issue du contrat entre Isidro Clot et Dali comporte 4 exemplaires composés de 44 statues chacun, plus l'épreuve d'artiste marquée P.A.. Ces 4 séries ont été fondues et commercialisées par la société Diejasa. Toutefois, d'autres éditions existent tirées à d'autres nombres d'exemplaires et finitions et tailles différentes. 
Le 14 décembre 2016 la fondation Dali accorde une licence de reproduction des sculptures de la collection Clot à la société 2049 Obra Contemporánea, S.A.. (cette dernière faisait fondre ses tirages par la fondrie Fonderia Bonvicini localisée à Vérone en Italie. Cette fonderie a été mise en liquidation judiciaire le 07/11/2016).

## Divers
En 2012 la photographe polonaise Barbara Gibson réalise des clichés en noir et blanc de certaines sculptures de la collection Clot avec son iphone et en a fait une video.

## Sources
(es) « una muestra reúne 26 esculturas de dali de la colección Clot en Brasilia », la informacion,‎ 13 avril 2014 (lire en ligne)
(es) « Subastaran en Londres esculturas de Dali », el Universal, Mexico,‎ 24 octobre 2008 (lire en ligne)
(es) « Esculturas Dalí - Madrid Diejasa 1986 »